# Идиоадаптация

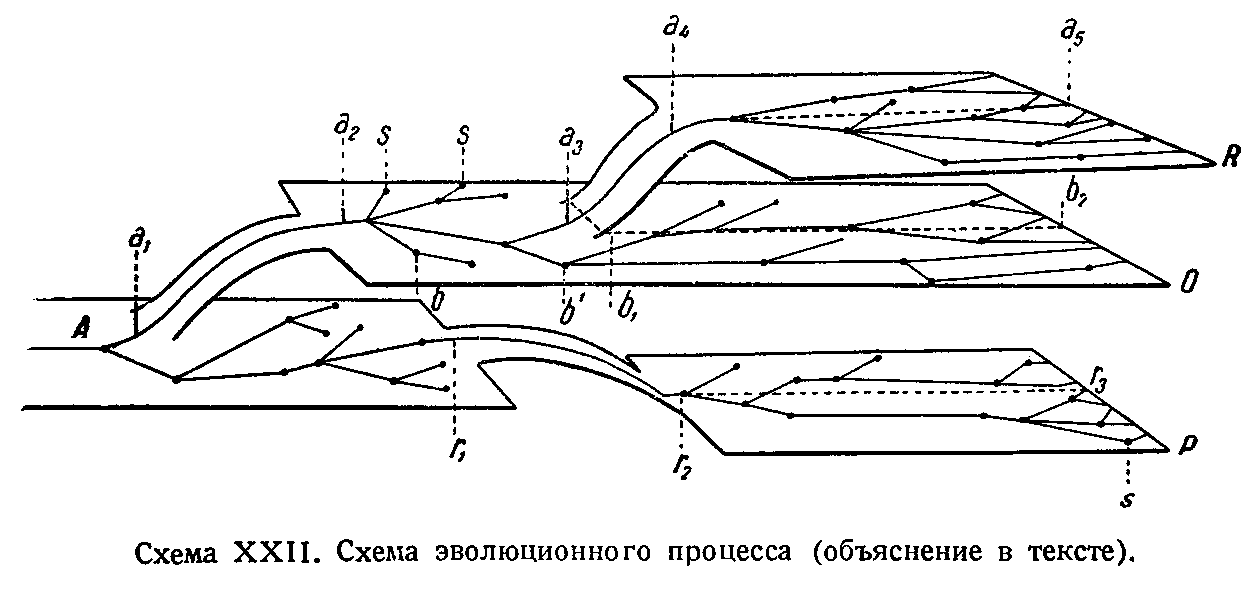
Классическая схема, изображающая основные формы эволюционного процесса по А. Н. Северцову: ароморфоз (a), идиоадаптацию (b) и общую дегенерацию (r).

Идиоадаптация (от греч. ίδιος — «свой, своеобразный, особый» (также алломорфоз) и адаптация) — одно из главных направлений эволюции, при котором возникают частные изменения строения и функций органов при сохранении в целом уровня организации предковых форм.
Благодаря формированию различных идиоадаптаций, животные близких видов могут жить в самых различных географических зонах. Например, представителей семейства волчьих можно встретить на всей территории от Арктики до тропиков, что значительно снижает конкуренцию между видами. И у каждого свои приспособленности. Идиоадаптация обеспечила этому семейству значительное расширение ареала и увеличение числа видов, что является критерием биологического прогресса. Но при этом ни про один вид, входящий в состав этого семейства, нельзя сказать, что он находится на более высоком уровне эволюции, чем другие.
С точки зрения некоторых современных представлений о ходе эволюционного процесса, нет достаточных оснований полагать, что имеют место качественно отличные друг от друга изменения, которые А. Н. Северцов называл ароморфозами и идиоадаптациями.

## Примеры
Примерами идиоадаптаций у животных могут служить особенности строения конечностей (например, у крота, копытных, ластоногих), особенности клюва (у хищных птиц, куликов, попугаев), приспособления придонных рыб (у скатов, камбаловых), покровительственная окраска насекомых и др. Примерами идиоадаптации у растений могут служить многообразные приспособления к опылению, распространению плодов и семян, колючки и т. д.

## Виды идиоадаптации
1. по форме. (жук-плавунец, обтекаемая форма тела у водных животных)
2. по окраске
а)покровительственная окраска (ящерицы,«линьки»-зайцы, хамелеоны, осьминоги)
б)предупредительная окраска (красные насекомые, пчёлы, шмели)
в)мимикрия (мухи-журчалки)
3. по размножению. (подбрасывание кукушкой яиц в чужие гнёзда, забота о потомстве)
4. по передвижению. (перепонки водоплавающих птиц, моржи, тюлени)(воздушные мешки, трубчатые кости и киль у птиц)
5. приспособления к условиям окружающей среды . (подкожный жир, линька )